# Gnewikow
Gnewikow è una frazione della città tedesca di Neuruppin, nel Land del Brandeburgo.

## Storia
Il 20 settembre 1993 il comune di Gnewikow venne soppresso e aggregato alla città di Neuruppin.

## Geografia antropica
Appartiene alla frazione di Gnewikow la località di Seehof.

## Amministrazione
La frazione di Gnewikow è governata da un «consiglio locale» (Ortsbeirat) di 3 membri.